# 市川宏伸
市川 宏伸（いちかわ ひろのぶ、1945年 - ）は、日本の精神保健指定医、精神保健判定医、日本精神神経学会専門医。医師・薬剤師・高校教員の免許を持つ。ノンフィクション作家。

## 略歴
- 1968年（昭和43年） - 東京大学薬学部卒業
- 1970年（昭和45年） - 東京大学大学院薬学系研究科修士課程修了
- 1979年（昭和54年） - 北海道大学医学部卒業
- 1989年（平成元年） - 医学博士（東京医科歯科大学）
- 1990年（平成2年） - 東京都東村山福祉園医務科長
- 2003年（平成15年） - 東京都立梅ヶ丘病院院長
- 2010年（平成22年） - 東京都立小児総合医療センター顧問

### 現在の役職
- 国立発達障害情報・支援センター顧問
- 埼玉県立発達障害総合支援センター所長
- 自閉症児者を家族に持つ医師・歯科医師の会会長
- 世界自閉症啓発デー日本実行委員会会長[1]。
- 東京児童青年臨床精神医学会世話人
- 東京小児メンタルヘルス学会代表世話人
- 日本学校メンタルヘルス学会理事
- 日本児童青年精神医学会監事
- 日本児童青年精神科薬物治療学会世話人
- 日本自閉症協会会長
- （NPO）日本自閉症スペクトラム学会会長[2]
- 日本司法精神医学会評議員
- 日本精神衛生会理事
- 日本精神科診断学会評議員
- 日本早期療育学会理事
- 日本発達障害ネットワーク理事長
- （NPO）日本ペアレント・メンター研究会監事
- 日本臨床外来精神医学会理事
- 発達障害支援のための評価研究会理事
- 明治安田生命社会事業団理事

## 著書
- 『思春期のこころの病気 不登校、いじめ、キレる、ひきこもりなどに、どう対処すればよいか』（主婦の友社） 2002
- 『広汎性発達障害の子どもと医療』（かもがわ出版、日本障害者センター発達保障講座） 2004
- 『子どもの表情・しぐさ・行動がちょっと変だな?と思ったとき読む本』（主婦と生活社） 2007

### 共編著・監修
- 『自閉症治療スペクトラム 臨床家のためのガイドライン』（中根晃, 内山登紀夫共編、金剛出版） 1997
- 『臨床家が知っておきたい「子どもの精神科」 こころの問題と精神症状の理解のために』（佐藤泰三共編、医学書院） 2002
  - 『臨床家が知っておきたい「子どもの精神科」 こころの問題と精神症状の理解のために 第2版』（海老島宏共編、医学書院） 2010
- 『子どもの心の病気がわかる本』（監修、講談社、健康ライブラリー イラスト版） 2004
- 『子どものこころのケア SOSを見逃さないために 知りたいことがなんでもわかる』（内山登紀夫, 広沢郁子共編、永井書店） 2004
- 『ケースで学ぶ子どものための精神看護』（編、医学書院） 2005
- 『AD/HD(注意欠陥/多動性障害)のすべてがわかる本』（監修、講談社、健康ライブラリー イラスト版） 2006
- 『ADHDのある子どもの学校生活 ぼく困った子? わたしダメな子? 小・中・高での支援事例と医師からのアドバイス』（津島道子, 坂本友子, 福山明日香, 村中哲之助, 川上俊亮共著、農山漁村文化協会、健康双書 全養サシリーズ） 2008
- 『小・中学生の「心の病気」事典 気もちがラクになる! 症状と原因がよくわかる』（造事務所編集・構成・監修、PHP研究所） 2009
- 『日常診療で出会う発達障害のみかた』（鈴村俊介共編、中外医学社） 2009
- 『発達障害ケースブック』（内山登紀夫共編、診断と治療社） 2009
- 『専門医のための精神科臨床リュミエール 19  広汎性発達障害 自閉症へのアプローチ』（責任編集、中山書店） 2010
- 『図解 よくわかる大人のアスペルガー症候群 発達障害を考える・心をつなぐ』（上野一彦共著、ナツメ社） 2010
- 『現代精神医学事典』（加藤敏, 神庭重信,中谷陽二, 武田雅俊,鹿島晴雄, 狩野力八郎共編、弘文堂） 2011
- 『ADHDの新しい治療戦略 アトモキセチンを中心として』（大澤真木子共監修、メディカルレビュー社） 2011
- 『発達障害 早めの気づきとその対応』（内山登紀夫共編著、中外医学社） 2012
- 『今日の精神疾患治療指針』（樋口輝彦, 神庭重信, 朝田隆, 中込和幸共編、医学書院） 2012
- 『発達障害の「本当の理解」とは 医学,心理,教育,当事者,それぞれの視点』（編著、金子書房、ハンディシリーズ発達障害支援・特別支援教育ナビ） 2014
- 『発達障害キーワード&キーポイント』（監修、金子書房） 2016

## 翻訳
- 『ADHD注意欠陥・多動性障害 親と専門家のためのガイドブック』（アリソン・マンデン, ジョン・アーセラス、佐藤泰三共監訳、紅葉誠一訳、東京書籍） 2000
- 『児童青年精神医学大事典』（ジェリー・ウィーナー, ミナ・ダルカン編著、齊藤万比古, 生地新総監訳、飯田順三, 十一元三, 西村良二, 本城秀次共監訳、西村書店） 2012

## 論文
- <市川宏伸